# 폴리뇨
폴리뇨(이탈리아어: Foligno)는 테베레강이 가로지르는 이탈리아 중부 움브리아주에 있는 도시이다. 페루자에서 남동쪽 40km, 트레비에서 북북서쪽으로 10km, 스펠로에서 남쪽으로 6km 거리에 있다.
폴리뇨 철도역은 로마에서 안코나를 연결하는 주요 기차선의 일부이며, 페루자 현의 연락역(連絡驛)이기도 하고, 게다가 중요한 철도의 중심지이기도 하여, 이탈리아 중부 지역의 기차들을 유지 보수하는 곳이기도 하다. 그러한 이유로 제2차 세계대전 당시에 페루자는 연합군들의 폭격을 당하여 상대적으로 현대적인 모습을 보이지만, 그럼에도 중세시대의 기념물들은 일부 남아있다. 또한 중앙 지역의 거리들을 제외하면, 로마 시대의 흔적들은 남아있지 않다. 그외로 설탕 정제소와 금속, 직물 시설, 종이와 목제 산업 시설도 있다. 종전 후, 폴리뇨의 위치는 다시 돌아갔고, 이곳에 연결된 철도 시설은 교외에 상당한 교통 및 대기오염 문제를 일으키고 있으며, 심지어는 움브리아 습지에도 피해가 입고 있다. 폴리뇨는 이탈리아 중부의 중요한 고속도로 나들목이고 폴리뇨 공항으로부터 도시 중심지까지 2km 거리에 지나지 않다.

## 역사
폴리뇨는 로마 이전 기간(대략 기원전 8세기)에 움브리아인들에 의해 세워진것으로 보인다. 기원전 295년에 벌어진 센티눔 전투 이후에 로마인들에게 정복당하였고, 이 지역의 토착 신인 풀지니아(Fulginia)의 이름에서 따온 풀기니아이(Fulginiae)라는 이름을 붙여줬다. 고대 로마 시대에 무니키피움의 지위를 처음 획득하였고, 이후에 행정 구역과 옛 플라미니아 가도가 지나가는 도로 교통의 중심지가 되었다.
로마 제국 후기에 가서는 쇠퇴하기 시작하여, 제국이 무너지고 나서 스폴레토 공국의 영토가 되었고, 881년에는 사라센인들에게 약탈됐고 915년에는 마자르인들에게 파괴되었고 924년경에 재차 파괴되었다. 이로 인해 거주민들은 이주를 결정하게 되었고, 3세기 경에 주교와 순교자들이 묻힌 벽으로 둘러쌓인 교회가 있는 치비타스 산티 펠리시아니(Civitas Sancti Feliciani) 인근에 정착하였고, 곧 그곳은 번성하였다. 이렇게 새롭게 정착된 장소는 리우트프란드가 이끄는 롬바르드족에게 파괴된 이웃 도시들의 사람들을 이끌었다.
폴리뇨는 회복되어 계속 성장하였고 1165년에는 프리드리히 1세 덕에 자유 도시 지위를 얻었다. 폴리뇨는 구엘프 세력에 먼저 편을 들다가, 프리드리히 2세 휘하 사령관 중 한명인 코라도 구이스카르도(Corrado Guiscardo)가 도시를 장악한 후, 기벨린 세력이 되어 구엘파 세력인 페루자와 격렬한 경쟁 상대가 되었다. 1305년에 트린치 가문의 강력한 구엘프 세력이 이곳을 포위할때까지 13세기 동안에 여러 차례 세력이 바뀌었고, 성좌의 반독립적 지위를 취했다. 이 시기에 폴리뇨는 번영했고 특히 15세기에는 부의 절정에 다달어서, 통치 가문에 의한 예술 후원(예시:팔라초 트린치)을 얻어 예술의 중심지가 되었다. 또한 아시시, 베바냐, 자노, 몬테팔코, 노체라, 스펠로등 넓은 지역을 통치했다.

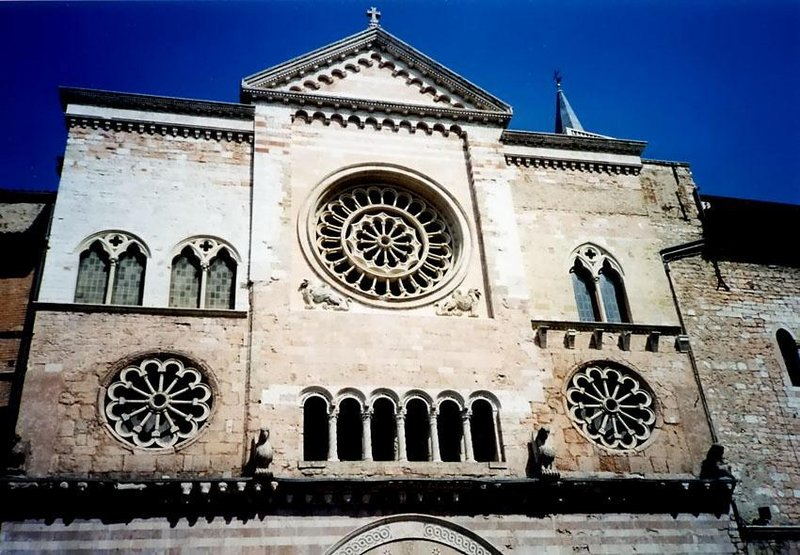
폴리뇨 대성당

코라도 트린치가 교황령에게 등을 돌리자, 교황 에우제니오 4세는 1439년에 조반니 비텔레스키 추기경이 이끄는 군대를 파견하였다. 폴리뇨 거주민들은 성문을 열어주었고 코라도는 1441년 소리아노 성에서 참수당하였다. 이후로 쭉 폴리뇨는 로마 공화국(1799년), 이탈리아 왕국(1809년‑1814년)의 영토였던 나폴레옹 시대를 제외하고는 1860년까지 교황령에 속해있었다. 폴리뇨 시민들은 리소르지멘토 전쟁에 참여하였고, 1860년 9월 14일에 사보이 군대가 이곳을 점령하였고 이탈리아 왕국에 편입되었다.
1832년과 1997년에 큰 규모의 지진 피해를 몇 차례 입었다.

## 자매 도시
- 이탈리아 제모나델프리울리
- 벨기에 라루비에르
- 일본 시부카와시